# 英国铁路377型电力动车组

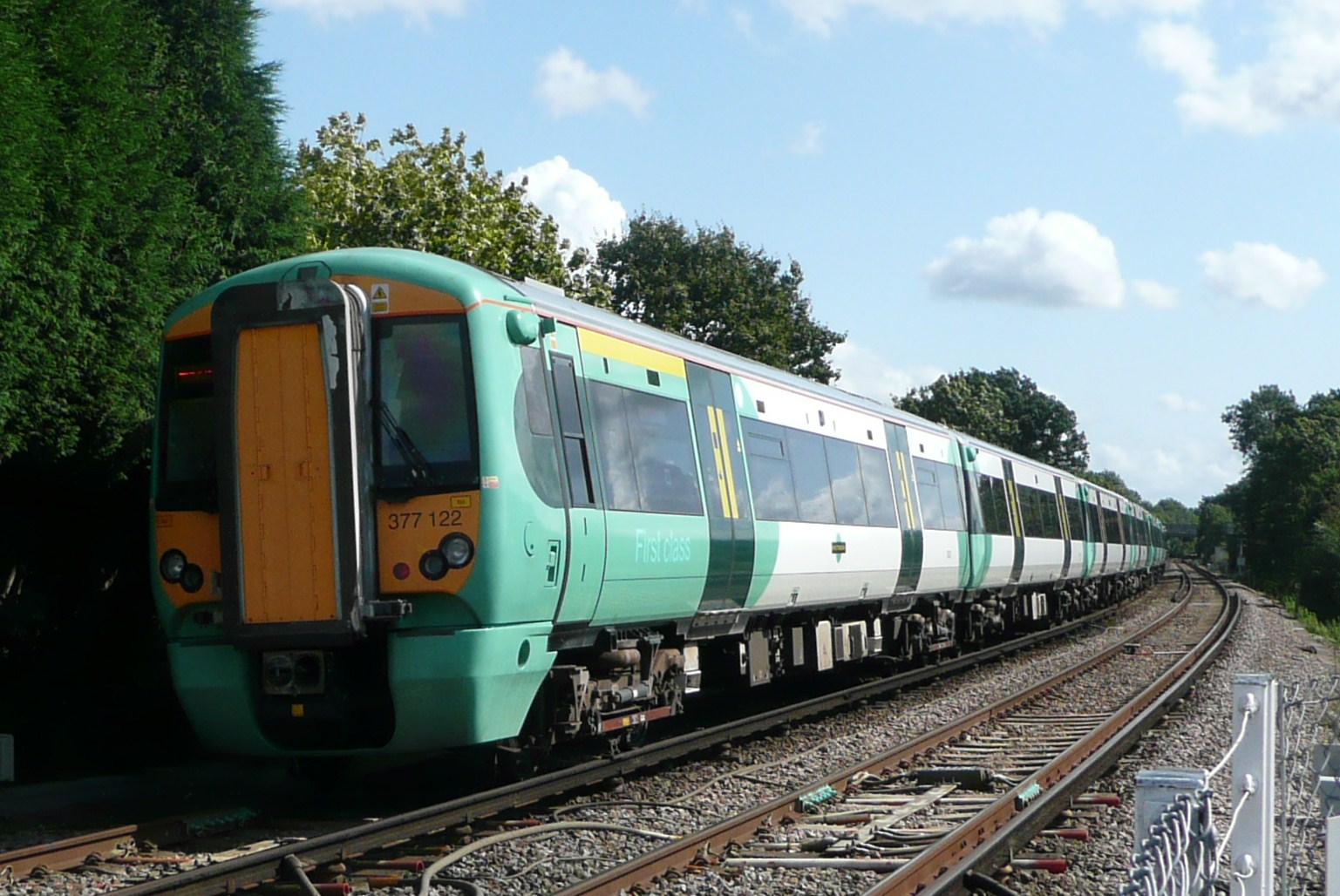
Horsham站附近

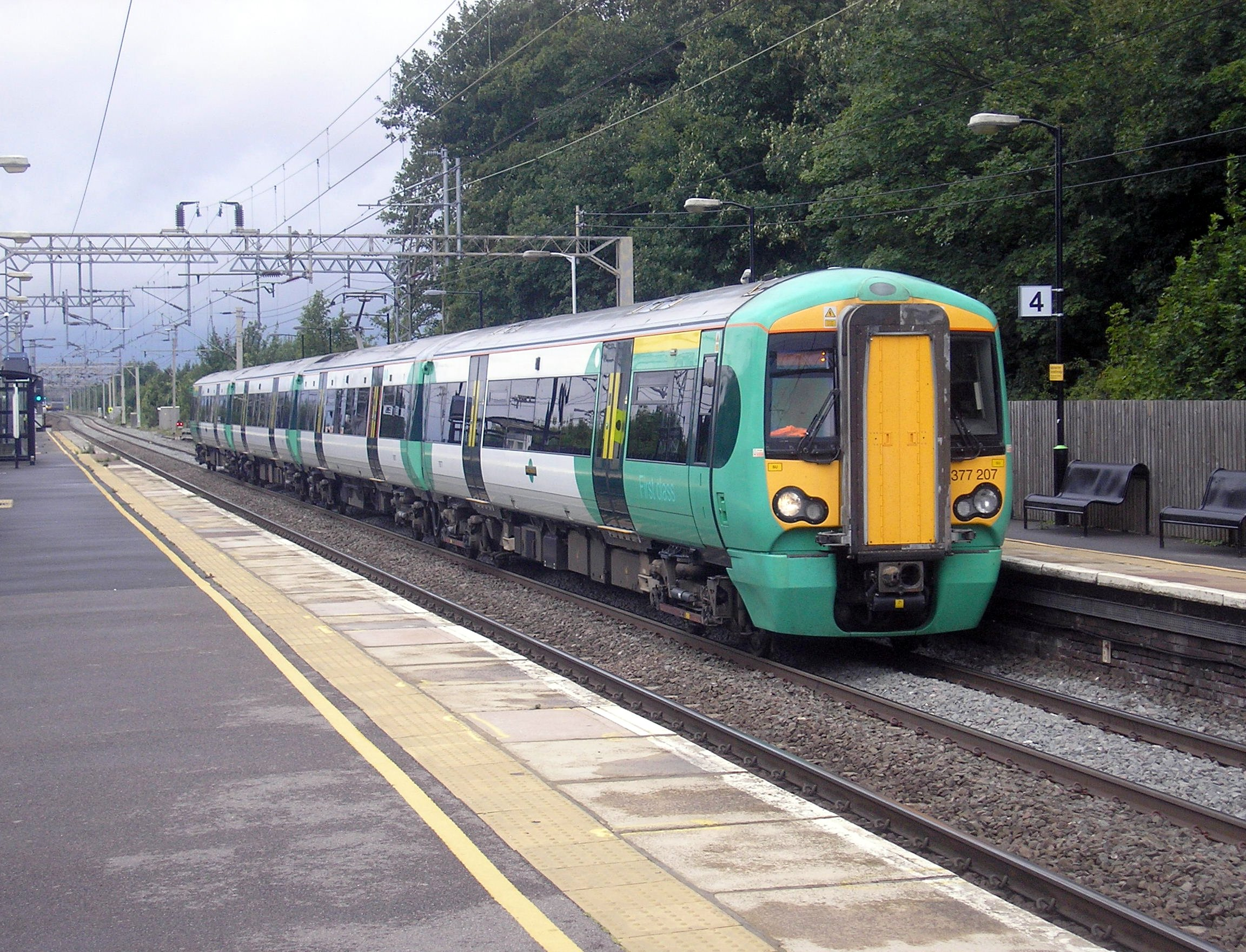
Hemel Hempstead附近

英國鐵路377型 (英語：British Rail Class 377 Electrostar)是龐巴迪運輸公司於 2001 年至 2014 年在打比利徹奇巷工廠(Litchurch Lane Works)基於電力之星 (Electrostar) 平台上建造的雙電壓電聯車（EMU）。

## 概述

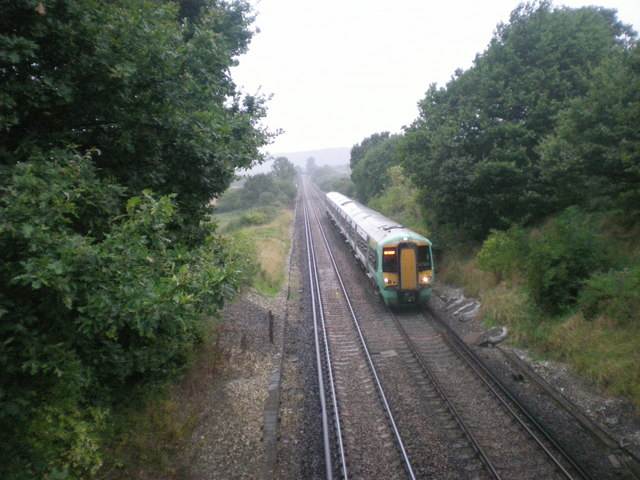
Pulborough 附近

這些列車用於倫敦南部的市郊服務，以及通往修適士郡、舒梨郡、根德郡和南海岸的幹線通勤服務，它們取代了更舊的421型(4CIG)和423型(4VEP)系列列車。 377型在2000年代初開始建造，在引進時遇到了一些問題；由於它們是全空調的，與被它們取代的Mark1型列車相比，其耗電量較高，因此需要對前南方地區使用的750V直流第三軌供電系統進行重大升級。
377型列車上安裝了外部閉路電視。有一個供輪椅或嬰兒車使用的區域，其中兩節車廂均設有衛生間。車門採用電動門，與上一代電動車組的氣動門不同。雙電壓車組(377/2, /5 和 /7)配備布雷克內爾-威利斯高速集電弓(Brecknell-Willis high-speed pantograph), 而單電壓車組(377/1, /3, /4, /6)則只配備集電靴。
5卡車組的標準配置：
DMOC(A) - 兩台電動馬達、放沙裝置、輔助變換器模組
MOSL - 兩台電動馬達，廁所(377/3除外)
PTSOL - 集電弓、變壓器、壓縮機、無障礙廁所
MOS (僅限377/6和377/7) - 兩台電動馬達，普通等客艙
DMOS(B) - 兩台電動馬達、放沙裝置、輔助變換器模組
4卡車組中，駕駛室與第一組車門之間為頭等客艙。4卡車組不含MOS車卡。

### 連結器
377型使用戴爾納(Dellner)連結器，而非在375型上使用的Tightlock連結器。其中南方鐵路的377/3型由部份375/3型改裝連結器而成。

### 受流方式

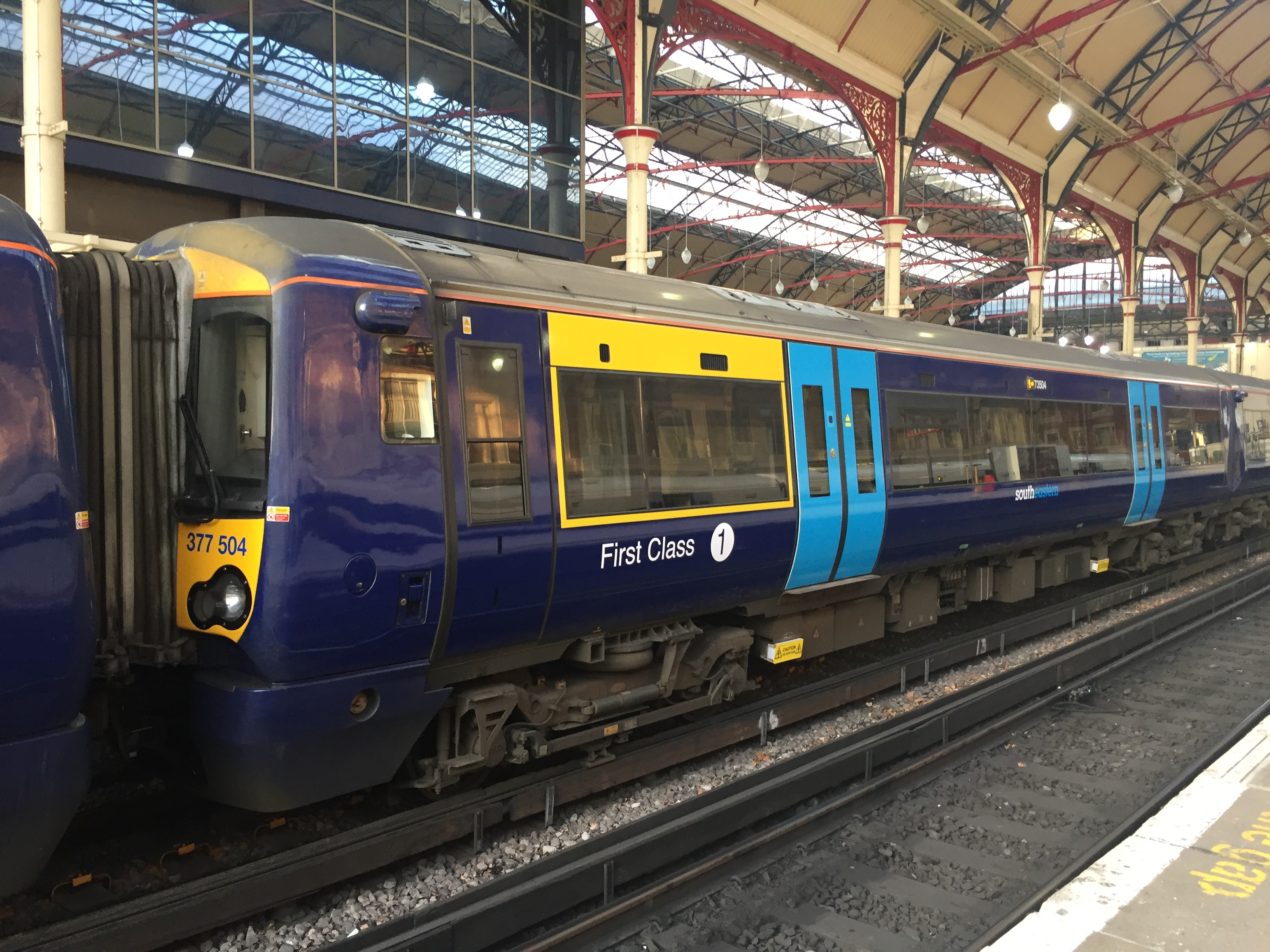
東南鐵路的377型列車於倫敦維多利亞站

所有車組均可透過集電靴由750V直流第三軌供電。每車組配備8個集電靴(是上一代4卡車組的兩倍)，這使得它們能夠平穩地通過大多數供電軌與供電軌之間的空隙行駛而不會失壓。 377/2型、377/5型及377/7型等為雙電壓車組，裝有集電弓，可從架空電纜以25kV 交流電供電。在這些車組上(以及單電壓的377/6型車組)，集電靴為氣動，因此列車當斷電或在行走架空電纜供電的路段時，集電靴會升起並脫離軌道。
在其餘的車組中，每個車組的其中一卡車頂上都有一個凹槽以預留位置安裝集電弓，以便將來有需要時可行走架空電纜供電的路段。

### 增購車組及泰晤士連線計畫
2007年4月，作為白禮頓幹線的線路利用策略的一部分，南方鐵路宣布將額外採購12列4卡車組，以取代將轉至第一首都連線(First Capitol Connect)服務的319型車組。 隨後，南方鐵路加購11列雙電壓車組，令採購數量增至23列。這些車組在位於歌來頓的南方鐵路塞爾赫斯特車廠進行調試，然後轉移到第一首都連線的百福考德威爾車廠。其中第一個車組 377501 首次穿過泰晤士連線倫敦市中心核心路段後，於 2009 年 2 月 27 日交付到考德威爾車廠。 377/5 主要營運百福至白禮頓的路線，但在繁忙時段會行駛第一首都連線和東南鐵路聯合營運的羅徹斯特和阿士福特等路線。
由於第一首都連線的377/5的建造發生延誤，南方鐵路的8列377/2車組被臨時轉移到第一首都連線，以便在2009年3月22日實施新時間表。期間南方鐵路來往東克羅伊登和米爾頓凱恩斯之間的服務由倫敦米德蘭臨時轉移的一些350/1型車組行駛, 直至 2009 年 9 月。
2011年9月，南方鐵路宣布，由於新的泰晤士連線車輛的採購工作出現延誤，導致377/5型列車無法在2013年12月的新時間表實施前及時轉移，因此南方鐵路已經開始採購130卡車卡。 2011年12月，該合約被授予龐巴迪公司。新增的8列5卡車組（來自合約中的40卡額外車卡的選擇權）為雙電壓車組377/7型。
2011年12月，3列377/2型列車從南方鐵路轉移到第一首都連線(現為泰晤士連線)，以便運作更多的12卡車服務。
2013年年中，第一批新的377/6型列車從打比運抵, 並進行測試。自2013年10月起，這些列車開始在薩頓線及莫爾谷線、埃普索姆道恩斯線、塔特納姆角線和卡特漢姆線的繁忙時段服務中使用。
根據2013年9月公佈的交通部文件中關於新的泰晤士連線、南鐵和大北鐵特許經營權合併後的新特許經營權的相關文件，東南鐵路接收了25列377型列車(23列377/5和2列377/1)。

## 營運路線

### 南方鐵路
- 白禮頓主線及雷德希爾線：倫敦至白禮頓、賴蓋特、湯布里奇、義本、奧爾(Ore)、樸茨茅夫、修咸頓、利特爾咸頓和博格諾里吉斯

- 東海岸線(East Coastway Line)：白禮頓至義本、喜士定、奧爾和錫福德
- 西海岸線(West Coastway Line)：白禮頓至樸茨茅夫、利特爾咸頓、博格諾里吉斯和修咸頓
- 西倫敦線：東克羅伊登至屈福特交匯
- 奧克斯特德線：倫敦至東格林斯泰德
- 倫敦市郊服務：倫敦市中心至卡特漢姆(Caterham)、蕭敦、葉森賽馬場(Epsom Downs)、西克羅伊登、貝肯納姆經水晶宮、塔特納姆角、葉森、多金和霍舍姆

### 東南鐵路
2016 年 12 月，東南鐵路接收了從泰晤士連線轉移的8列377/5型列車（377501-377508）。 於2017 年 9 月，再接收了 17 列（377509-523 和 377163/164）。
東南鐵路還將從南方鐵路接收 13 輛 377/1 級列車（377121-133），以取代老化的 465 級列車，其中 377121 和 377122 號列車自 2025 年 1 月 2 日起投入客運服務。

## 擱置方案

### 大北方鐵路
2016年，23列377/5型列車中的19列計畫轉移至大北方鐵路(Great Northern)，用於倫敦-劍橋直達班次。然而，該方案並未成功，轉而29列泰晤士連線的387/1型列車被轉移至大北方鐵路。後來，這些377/5型列車被轉移到了東南鐵路。

## 事故和事件
2016年11月28日，在伊斯特本站，一辆南铁377型(377442号单元)的MOSL车厢发生火灾，造成天花板和内饰受损。事后查明原因是位于厕所内的一个干手器内的线路有故障。
2018年2月17日，在Horsham附近的Barns Green的平交道上，一辆377(编号377454)在Horsham附近的平交道上撞上了一辆车。车上的两名乘客当场死亡。
2019年5月8日，377142号车卡在伦敦维多利亚站与缓冲台相撞。

## 車隊詳情
| 型    | 營運者   | 數量 | 製造年份 | 車卡數 | 車組編號   | 備註 |
| ----- | -------- | ---- | -------- | ------ | ---------- | --- |
| 377/1 | 南方鐵路 | 64   | 2002–03  | 4      | 377101-164 | 主要行駛所有第三軌供電的路段。在455型退役後，377163 和 377164 於 2022 年 5 月 15 日從東南鐵路轉移到南方鐵路。 |
| 377/2 | 南方鐵路 | 15   | 2003–04  | 4      | 377201-215 | 雙電壓車組。 這些車組主要行駛倫敦南部的市郊路線，偶爾也會行駛通往南海岸的路線。 |
| 377/3 | 南方鐵路 | 28   | 2001–02  | 3      | 377301-328 | 由375型編號 375311-338 車組改裝而成的 3 卡車組，其Tightlock連結器被改裝成Dellner連結器。 最初行駛東/西海岸線服務，但後來轉移到倫敦行駛南部的市郊路線，部分曾被 313 型車組取代，但在 313 型車組退役後許多現在已返回東/西海岸線服務。 |
| 377/4 | 南方鐵路 | 75   | 2004–05  | 4      | 377401-475 | 主要行駛所有第三軌供電的路段。 |
| 377/5 | 東南鐵路 | 23   | 2008–09  | 4      | 377501-523 | 雙電壓車組。 2016-17 年期間，所有車組均從泰晤士連線轉移至東南鐵路。 |

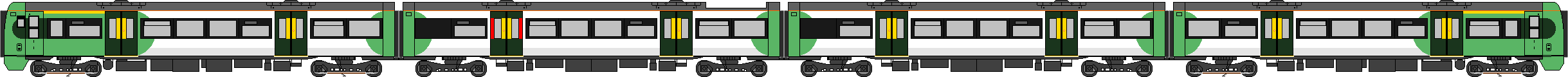
Southern Class 377/1/4

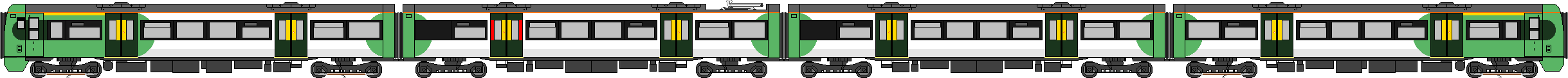
Southern Class 377/2/5

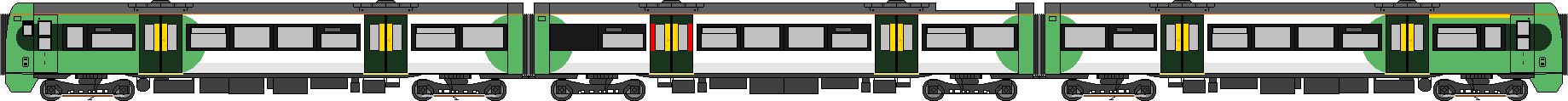
Southern Class 377/3

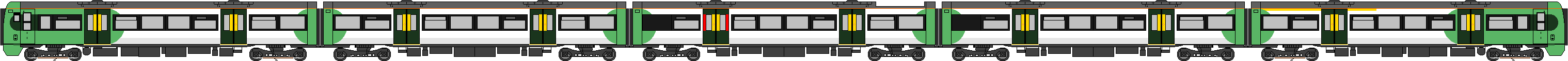
Southern Class 377/6

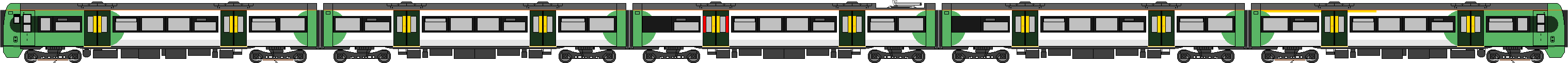
Southern Class 377/7

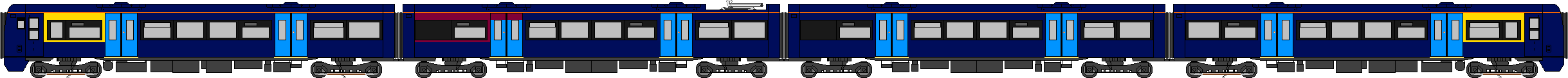
Southeastern Class 377/5

| 377/6 | 南方鐵路 | 26   | 2012–13  | 5      | 377601-626 | 主要行駛倫敦南部的市郊路線。 |
| 377/7 | 南方鐵路 | 8    | 2014     | 5      | 377701-708 | 雙電壓車組。 主要行駛西倫敦線及倫敦南部的市郊路線。 |

1. ↑  Ford, Roger. . Modern Railways. 2003-05  [2024-12-29] （英语）.
2. ↑  . Railway Technology.   [2025-04-28] （美国英语）.
3. ↑  . web.archive.org. 2013-02-23  [2025-04-28].